# 米德維爾 (喬治亞州)
米德維爾（英語：Midville）是一個位於美國喬治亞州伯克縣的城市。

## 地理
米德維爾的座標為33°49′17″N 82°14′12″W / 33.82139°N 82.23667°W，而該地的平均海拔高度為59米（即194英尺）。

## 人口
根據2010年美國人口普查的數據，米德維爾的面積為5.17平方千米，當中陸地面積為5.15平方千米，而水域面積為0.02平方千米。當地共有人口269人，而人口密度為每平方千米52人。